# Atletismo nos Jogos Olímpicos de Verão de 2008 - Salto em distância feminino
A competição de salto em comprimento feminino dos Jogos Olímpicos de Verão de 2008 realizou-se a 19 e 22 de agosto de 2008 no Estádio Nacional de Pequim.
Originalmente a russa Tatyana Lebedeva obteve a medalha de prata, mas foi desclassificada em 25 de janeiro de 2017 após a reanálise de seu exame antidoping acusar o uso da substância proibida turinabol. A nigeriana Blessing Okagbare, então em terceiro lugar, foi elevada a segunda posição, e a medalha de bronze foi realocada para a jamaicana Chelsea Hammond.

## Medalhistas
| Ouro   | BRA Maurren Maggi     |
| Prata  | NGR Blessing Okagbare |
| Bronze | JAM Chelsea Hammond   |

## Recordes
Antes desta competição, os recordes mundiais e olímpicos da prova eram os seguintes:
| Tipo | Atleta               | Distância | Local      | Data                   |
| ---- | -------------------- | --------- | ---------- | ---------------------- |
|      | Galina Chistyakova   | 7,52 m    | Leningrado | 11 de junho de 1988    |
|      | Jackie Joyner-Kersee | 7,40 m    | Seul       | 29 de setembro de 1988 |

## Calendário
| Agosto             | Agosto | 6 | 7 | 8 | 9 | 10 | 11 | 12 | 13 | 14 | 15 | 16 | 17 | 18 | 19 | 20 | 21 | 22 | 23 | 24 |
| ------------------ | ------ | - | - | - | - | -- | -- | -- | -- | -- | -- | -- | -- | -- | -- | -- | -- | -- | -- | -- |
| Salto em distância |        |   |   |   |   |    |    |    |    |    |    |    |    |    | Q  |    |    | F  |    |    |

|  | Dia de competição |  | Dia de final |

## Resultados

### Qualificatória
Estarão classificadas as atletas que atingirem o índice mínimo de 6,75 m ou as 12 atletas melhor colocadas. Esses são os resultados da etapa qualificatória:
| Grupo | Pos. | Atleta                         | 1º salto | 2º salto | 3º salto | Marca | Vento | Obs. |
| ----- | ---- | ------------------------------ | -------- | -------- | -------- | ----- | ----- | ---- |
| A     | 1    | BRA Maurren Maggi              | 6,68     | 6,79     |          | 6,79  | +0,3  |      |
| A     | 2    | UKR Lyudmila Blonska           | x        | 6,76     |          | 6,76  | +0,8  | SB   |
| A     | 3    | SWE Carolina Klüft             | 6,70     | x        | -        | 6,70  | +1,0  |      |
| A     | 4    | USA Grace Upshaw               | 6,47     | 6,68     | x        | 6,68  | +0,6  |      |
| A     | 5    | RUS Oksana Udmurtova           | 6,48     | x        | 6,63     | 6,63  | +0,5  |      |
| A     | 6    | CAN Tabia Charles              | 6,33     | 6,61     | 6,49     | 6,61  | +0,6  |      |
| A     | 7    | USA Funmilayo Jimoh            | 6,42     | 6,28     | 6,61     | 6,61  | +0,8  |      |
| A     | 8    | JAM Chelsea Hammond            | 6,60     | x        | x        | 6,60  | +0,4  |      |
| A     | 9    | GRE Hrysopiyi Devetzi          | x        | 6,57     | x        | 6,57  | +0,4  |      |
| A     | 10   | CUB Yargelis Savigne           | x        | x        | 6,49     | 6,49  | +0,1  |      |
| A     | 11   | CZE Denisa Ščerbová            | 6,40     | 6,46     | 5,17     | 6,46  | +1,5  |      |
| A     | 12   | GRN Patricia Sylvester         | 6,44     | 6,42     | 6,38     | 6,44  | +0,9  |      |
| A     | 13   | UKR Viktoria Rybalko           | x        | x        | 6,43     | 6,43  | +0,3  |      |
| A     | 14   | TUR Karin Melis Mey            | x        | 6,42     | x        | 6,42  | -0,4  |      |
| A     | 15   | SLO Nina Kolarič               | 4,92     | 6,19     | 6,40     | 6,40  | +0,6  |      |
| A     | 16   | POR Naide Gomes                | x        | x        | 6,29     | 6,29  | +0,5  |      |
| A     | 17   | BLR Volha Senrgeenka           | 6,25     | 6,02     | 6,09     | 6,25  | +0,1  |      |
| A     | 18   | CGO Pamela Mouele-mboussi      | x        | 5,94     | 6,06     | 6,06  | +0,9  | NR   |
| A     | 19   | TRI Rhonda Watkins             | x        | 5,88     | x        | 5,88  | +0,5  |      |
| A     | 20   | BLZ Tricia Flores              | 5,25     | x        | -        | 5,25  | +1,2  |      |
| A     | –    | SVK Jana Velďáková             | x        | x        | x        | NM    |       |      |
| B     | 1    | USA Brittney Reese             | x        | 6,87     |          | 6,87  | +1,1  |      |
| B     | 2    | RUS Tatyana Lebedeva           | 6,65     | 6,70     |          | 6,70  | +1,4  |      |
| B     | 3    | BRA Keila Costa                | x        | 6,44     | 6,62     | 6,62  | +0,7  |      |
| B     | 4    | GBR Jade Johnson               | 6,33     | 6,15     | 6,61     | 6,61  | +0,7  |      |
| B     | 5    | NGR Blessing Okagbare          | 6,37     | 6,49     | 6,59     | 6,59  | +0,4  |      |
| B     | 6    | RUS Tatyana Kotova             | 6,37     | 6,57     | x        | 6,57  | +1,2  |      |
| B     | 7    | ESP Concepción Montaner        | 6,53     | 6,42     | 6,43     | 6,53  | +0,7  |      |
| B     | 8    | AUS Bronwyn Thompson           | x        | 6,53     | x        | 6,53  | +0,3  |      |
| B     | 9    | BLR Iryna Charnushenka-Stasiuk | 6,48     | x        | x        | 6,48  | +1,1  |      |
| B     | 10   | JPN Kumiko Ikeda               | 6,44     | 6,47     | x        | 6,47  | +0,1  |      |
| B     | 11   | ROU Viorica Țigău              | x        | 6,38     | 6,44     | 6,44  | +0,2  |      |
| B     | 12   | CAN Ruky Abdulai               | x        | 6,41     | 6,25     | 6,41  | +0,4  |      |
| B     | 13   | EST Ksenija Balta              | x        | 6,38     | x        | 6,38  | +0,7  |      |
| B     | 14   | KOR Jung Soon-ok               | x        | x        | 6,33     | 6,33  | +0,5  |      |
| B     | 15   | KAZ Olga Rypakova              | x        | 6,30     | 6,04     | 6,30  | +1,5  |      |
| B     | 16   | SRB Ivana Španović             | x        | x        | 6,30     | 6,30  | +1,8  |      |
| B     | 17   | UKR Oleksandra Stadnyuk        | x        | 6,19     | x        | 6,19  | 0,0   |      |
| B     | 18   | PHI Marestella Torres          | 4,27     | 5,94     | 6,17     | 6,17  | +0,8  |      |
| B     | 19   | BER Arantxa King               | 6,01     | x        | x        | 6,01  | -0,3  |      |
| B     | –    | IND Anju Bobby George          | x        | x        | x        | NM    |       |      |
| B     | –    | BAH Jacqueline Edwards         | x        | x        | x        | NM    |       |      |

### Final
Na fase final cada atleta executa três saltos e a ordem dos saltos é a inversa a posição da fase classificatória, onde a atleta mais bem colocada é a última a realizar os saltos. Após esses três saltos iniciais, as oito atletas mais bem colocadas, fazem mais três saltos, com nova reordenação das atletas pela classificação dos três primeiros saltos.
Esses são os resultados da final:
| Pos.              | Atleta                | 1º salto | 2º salto | 3º salto | 4º salto | 5º salto | 6º salto | Marca | Vento | Obs.   |
| ----------------- | --------------------- | -------- | -------- | -------- | -------- | -------- | -------- | ----- | ----- | ------ |
| Medalha de ouro   | BRA Maurren Maggi     | 7,04     | x        | x        | x        | 6,73     | x        | 7,04  | +0,2  | SB     |
| Medalha de prata  | NGR Blessing Okagbare | 6,91     | 6,62     | 6,79     | 6,70     | 6,83     | x        | 6,91  | +0,1  | PB     |
| Medalha de bronze | JAM Chelsea Hammond   | 6,79     | 6,68     | 6,51     | x        | 6,64     | 6,59     | 6,79  | +0,2  | PB     |
| 4                 | USA Brittney Reese    | 6,65     | 6,76     | 4,23     | x        | 6,46     | 6,67     | 6,76  | +0,4  |        |
| 5                 | RUS Oksana Udmurtova  | 6,69     | 6,70     | 6,67     | 6,61     | 6,65     | 6,49     | 6,70  | +0,6  |        |
| 6                 | GBR Jade Johnson      | 6,51     | 6,64     | 6,40     | 6,59     | 6,43     | x        | 6,64  | +0,7  |        |
| 7                 | USA Grace Upshaw      | 6,58     | x        | 6,52     | x        | x        | x        | 6,58  | +0,4  |        |
| 8                 | SWE Carolina Klüft    | x        | 6,49     | 6,42     |          |          |          | 6,49  | +0,2  |        |
| 9                 | CAN Tabia Charles     | 6,16     | 6,38     | 6,47     |          |          |          | 6,47  | +0,5  |        |
| 10                | BRA Keila Costa       | x        | x        | 6,43     |          |          |          | 6,43  | +0,3  |        |
| 11                | USA Funmilayo Jimoh   | 6,24     | x        | 6,29     |          |          |          | 6,29  | +0,2  |        |
| –                 | RUS Tatyana Lebedeva  | 6,97     | x        | x        | x        | x        | 7,03     | 7,03  | +0,4  | SB DSQ |

Legenda
| Recorde mundial      | Recorde mundial (World record)               |                       | Recorde africano                      | Recorde africano (African) |                                           | Q | Classificado por posição (Qualified) |
| Recorde olímpico     | Recorde olímpico (Olympic record)            | Recorde da América    | Recorde da América (Americas)         | q                          | Classificado por melhor tempo (Qualified) |   |                                      |
| Melhor marca do ano  | Melhor marca do ano (World leading)          | Recorde asiático      | Recorde asiático (Asian)              | DNS                        | Não largou (Did not start)                |   |                                      |
| Recorde nacional     | Recorde nacional (National record)           | Recorde europeu       | Recorde europeu (European)            | DNF                        | Não terminou (Did not finish)             |   |                                      |
| Recorde pessoal      | Recorde pessoal do atleta (Personal best)    | Recorde da Oceania    | Recorde da Oceania (Oceania)          | DSQ / DQ                   | Desclassificado (Disqualified)            |   |                                      |
| Recorde da temporada | Recorde da temporada do atleta (Season best) | Recorde sul-americano | Recorde sul-americano (South America) | NM                         | Sem marca (No mark)                       |   |                                      |